# Birkir Bjarnason
Birkir Bjarnason (sinh 27 tháng 5 năm 1988) là một cầu thủ bóng đá người Iceland đang thi đấu tại Ý cho câu lạc bộ Brescia Calcio và đội tuyển quốc gia Iceland. Anh có biệt danh là Thor.

## Thống kê sự nghiệp

### Câu lạc bộ
Tính đến ngày 9 tháng 2 năm 2021
| Câu lạc bộ          | Mùa giải              | Giải đấu              | Giải đấu | Giải đấu | Cúp quốc gia | Cúp quốc gia | Cúp Liên đoàn | Cúp Liên đoàn | Khác | Khác | Tổng cộng | Tổng cộng |
| Câu lạc bộ          | Mùa giải              | Hạng                  | Trận     | Bàn      | Trận         | Bàn          | Trận          | Bàn           | Trận | Bàn  | Trận      | Bàn       |
| ------------------- | --------------------- | --------------------- | -------- | -------- | ------------ | ------------ | ------------- | ------------- | ---- | ---- | --------- | --------- |
| FK Bodø/Glimt       | 2008                  | Tippeligaen           | 22       | 5        | 0            | 0            | —             | —             | 0    | 0    | 22        | 5         |
| Viking Stavanger    | 2009                  | Tippeligaen           | 30       | 6        | 0            | 0            | —             | —             | 0    | 0    | 30        | 6         |
| Viking Stavanger    | 2010                  | Tippeligaen           | 25       | 8        | 3            | 0            | —             | —             | 0    | 0    | 28        | 8         |
| Viking Stavanger    | 2011                  | Tippeligaen           | 25       | 1        | 3            | 0            | —             | —             | 0    | 0    | 28        | 1         |
| Tổng cộng Na Uy     | Tổng cộng Na Uy       | Tổng cộng Na Uy       | 102      | 20       | 6            | 0            | —             | —             | 0    | 0    | 108       | 20        |
| Standard Liège      | 2011–12               | Belgian Pro League    | 16       | 0        | 1            | 0            | —             | —             | 3    | 0    | 20        | 0         |
| Tổng cộng Bỉ        | Tổng cộng Bỉ          | Tổng cộng Bỉ          | 16       | 0        | 1            | 0            | —             | —             | 3    | 0    | 20        | 0         |
| Pescara             | 2012–13               | Serie A               | 24       | 2        | 1            | 0            | —             | —             | —    | —    | 25        | 2         |
| Pescara             | 2013–14               | Serie B               | 1        | 0        | 1            | 0            | —             | —             | —    | —    | 2         | 0         |
| Sampdoria           | 2013–14               | Serie A               | 14       | 0        | 2            | 1            | —             | —             | —    | —    | 16        | 1         |
| Pescara             | 2014–15               | Serie B               | 39       | 12       | 3            | 0            | —             | —             | —    | —    | 42        | 12        |
| Tổng cộng Ý         | Tổng cộng Ý           | Tổng cộng Ý           | 78       | 14       | 7            | 1            | —             | —             | —    | —    | 85        | 15        |
| Basel               | 2015–16               | Swiss Super League    | 29       | 10       | 1            | 0            | —             | —             | 10   | 2    | 40        | 12        |
| Basel               | 2016–17               | Swiss Super League    | 13       | 4        | 1            | 0            | —             | —             | 5    | 0    | 19        | 4         |
| Basel               | Tổng cộng Basel       | Tổng cộng Basel       | 42       | 14       | 2            | 0            | —             | —             | 15   | 2    | 59        | 16        |
| Aston Villa         | 2016–17               | Championship          | 8        | 0        | 0            | 0            | 0             | 0             | —    | —    | 8         | 0         |
| Aston Villa         | 2017–18               | Championship          | 21       | 3        | 1            | 0            | 3             | 1             | —    | —    | 25        | 4         |
| Aston Villa         | 2018–19               | Championship          | 17       | 2        | 0            | 0            | 0             | 0             | —    | —    | 17        | 2         |
| Aston Villa         | Tổng cộng Aston Villa | Tổng cộng Aston Villa | 48       | 5        | 1            | 0            | 3             | 1             | 2    | 0    | 54        | 6         |
| Al-Arabi            | 2019–20               | Qatar Stars League    | 5        | 1        | 0            | 0            | 0             | 0             | —    | —    | 5         | 1         |
| Al-Arabi            | Tổng cộng             | Tổng cộng             | 5        | 1        | 0            | 0            | 0             | 0             | 0    | 0    | 5         | 1         |
| Brescia Calcio      | 2019–20               | Serie A               | 13       | 0        | 0            | 0            | 0             | 0             | 0    | 0    | 13        | 0         |
| Brescia Calcio      | 2020–21               | Serie B               | 10       | 2        | 0            | 0            | —             | —             | —    | —    | 10        | 2         |
| Brescia Calcio      | Tổng cộng             | Tổng cộng             | 23       | 2        | 0            | 0            | —             | —             | —    | —    | 23        | 2         |
| Tổng cộng sự nghiệp | Tổng cộng sự nghiệp   | Tổng cộng sự nghiệp   | 320      | 56       | 17           | 1            | 3             | 1             | 20   | 2    | 360       | 60        |

1. 1 2  Appearances in the Europa League
2. ↑  Appearances in the Champions League

### Bàn thắng quốc tế
| #  | Ngày                 | Địa điểm                                            | Đối thủ       | Bàn thắng | Kết quả | Giải đấu                 |
| -- | -------------------- | --------------------------------------------------- | ------------- | --------- | ------- | ------------------------ |
| 1  | 27 tháng 5 năm 2012  | Sân vận động Hainaut, Valenciennes, Pháp            | Pháp          | 1–0       | 2–3     | Giao hữu                 |
| 2  | 12 tháng 10 năm 2012 | Sân vận động Qemal Stafa, Tirana, Albania           | Albania       | 1–0       | 2–1     | Vòng loại World Cup 2014 |
| 3  | 7 tháng 6 năm 2013   | Laugardalsvöllur, Reykjavík, Iceland                | Slovenia      | 1–1       | 2–4     | Vòng loại World Cup 2014 |
| 4  | 10 tháng 9 năm 2013  | Laugardalsvöllur, Reykjavík, Iceland                | Albania       | 1–1       | 2–1     | Vòng loại World Cup 2014 |
| 5  | 28 tháng 3 năm 2015  | Astana Arena, Astana, Kazakhstan                    | Kazakhstan    | 2–0       | 3–0     | Vòng loại Euro 2016      |
| 6  | 28 tháng 3 năm 2015  | Astana Arena, Astana, Kazakhstan                    | Kazakhstan    | 3–0       | 3–0     | Vòng loại Euro 2016      |
| 7  | 14 tháng 6 năm 2016  | Sân vận động Geoffroy-Guichard, Saint-Étienne, Pháp | Bồ Đào Nha    | 1–1       | 1–1     | Euro 2016                |
| 8  | 3 tháng 7 năm 2016   | Stade de France, Saint-Denis, Pháp                  | Pháp          | 2–5       | 2–5     | Euro 2016                |
| 9  | 6 tháng 10 năm 2017  | Sân vận động Eskişehir, Eskişehir, Thổ Nhĩ Kỳ       | Thổ Nhĩ Kỳ    | 2–0       | 3–0     | Vòng loại World Cup 2018 |
| 10 | 11 tháng 10 năm 2018 | Sân vận động Roudourou, Guingamp, Pháp              | Thổ Nhĩ Kỳ    | 1–0       | 2–2     | Giao hữu                 |
| 11 | 22 tháng 3 năm 2019  | Sân vận động Quốc gia, Andorra la Vella, Andorra    | Andorra       | 1–0       | 2–0     | Vòng loại Euro 2020      |
| 12 | 7 tháng 9 năm 2019   | Laugardalsvöllur, Reykjavík, Iceland                | Andorra       | 2–0       | 3–0     | Vòng loại Euro 2020      |
| 13 | 17 tháng 11 năm 2019 | Sân vận động Zimbru, Chișinău, Moldova              | Moldova       | 1–0       | 2–1     | Vòng loại Euro 2020      |
| 14 | 31 tháng 3 năm 2021  | Sân vận động Rheinpark, Vaduz, Liechtenstein        | Liechtenstein | 2–0       | 4–1     | Vòng loại World Cup 2022 |
| 15 | 26 tháng 3 năm 2022  | Sân vận động Nueva Condomina, Murcia, Tây Ban Nha   | Phần Lan      | 1–1       | 1–1     | Giao hữu                 |